# Saliha Sultan (dcera Abdulazize)
Saliha Sultan (10. srpna 1862 – 1941) byla osmanská princezna. Byla dcerou sultána Abdulazize a jeho manželky Dürrünev Kadınefendi.

## Mládí
Saliha Sultan se narodila 10. srpna 1862 v paláci Dolmabahçe v Istanbulu. Jejím otcem byl osmanský sultán Abdulaziz a její matkou Dürrünev Kadınefendi, dcera prince Mahmuda Dziaps-Ipy a princezny Halime Çikotua. Byla nejstarší dcerou svého otce a druhým dítětem své matky. Byla sestrou korunního prince Şehzade Yusuf Izzeddina.
V roce 1869 se setkala s princeznou z Walesu Alexandrou Dánskou, když společně s manželem Edwardem, pozdějším anglickým králem.
Její otec byl dne 30. května 1876 sesazen z trůnu a nahrazen svým synovcem Muradem V. Následujícího dne byl převezen do paláce Feriye. Její matka a i ostatní manželky jejího otce nechtěly palác Dolmabahçe opustit, následně byly do paláce Feriye odvlečeny násilím. Během toho byly prohledány od hlavy až k patě a veškerý majetek jim byl zabaven. Dne 4. června 1876 zemřel bývalý sultán Abdulaziz za záhadných okolností.
Saliha Sultan, tehdy čtrnáctiletá dívka, žila i nadále se svou matkou a devatenáctiletým bratrem v paláci Feriye.

## Manželství
V roce 1875 byla Saliha zasnoubena s Ibrahimem Hilmi Pašou, synem chedivy z Egypta Ismaila Paši. Zásnuby byly ale po sesazení jejího otce zrušeny.
V roce 1889 uspořádal sultán Abdulhamid II. zásnuby jí i princeznám Nazime Sultan a Esmě Sultan a své dceři Zekiye Sultan. Saliha byla provdána za Ahmeda Zülkefila Pašu dne 20. dubna 1889 v paláci Yıldız.
Páru byl věnován palác u nábřeží ve Fındıklı. Společně měli jednu dceru Kamile Hanımsultan, která se narodila v roce 1890. Zemřela ale ve věku šesti let.
Po převratu a vzniku Turecka byla v roce 1924 celá rodina vyhnána do exilu. Saliha se spolu s manželem usadila v Káhiře v Egyptě.

## Smrt
Saliha zemřela v roce 1941 ve věku 79 let, přesný datum úmrtí není znám. Její manžel zemřel také téhož roku.